# 8. Zerstörerflottille (Kriegsmarine)
Die 8. Zerstörerflottille war ein militärischer Verband der deutschen Kriegsmarine im Zweiten Weltkrieg. Im Verlauf des Zweiten Weltkriegs wurde die 8. Zerstörerflottille zweimal aufgestellt. Die Flottille hatte den Beinamen „Narvik“.

## Geschichte
Die 8. Zerstörerflottille wurde im Dezember 1940 aufgestellt. Alle Zerstörer der Klasse Zerstörer 1936 A kamen zu dieser Flottille.
Die 8. Zerstörerflottille operierte ab 1941 im Westraum mit den Zerstörern Z 23 und Z 24. Im gleichen Jahr wurde die Flottille in den Nordraum verlegt und erhielt zusätzlich Z 26, Z 27, Z 28 und Z 30. Im Februar 1942 unterstützten Z 25 und Z 29 den Kanaldurchbruch im Westraum. Bis 1943 verblieb die Flottille im Nordraum und kam dann als Geleitsicherung in der Biskaya mit Z 23, Z 24, Z 27, Z 32, Z 37 und ZH 1 in den Westraum. Z 37 wurde ab 30. Januar 1944, Z 23 ab 1. Juni 1944 und ZH 1 ab 9. Juni 1944 außer Dienst gestellt.
Am 28. Dezember 1943 befand sich der Flottillenchef Erdmenger auf Z 27 im Verband mit vier weiteren Zerstörern seiner Flottille und sechs Torpedobooten zur Aufnahme des Blockadebrechers Alsterufer in der Biskaya. Der Verband wurde von den britischen Kreuzern Glasgow und Enterprise gesichtet und es kam zum Gefecht. Dabei wurden Z 27 und die beiden Torpedoboote T 25 und T 26 versenkt. Unter den Gefallenen befand sich auch Erdmenger.
Nachdem im April 1944 ein neuer Flottillenchef die Führung übernommen hatte, hatte dieser mit der Flottille – bestehend aus drei Zerstörern und einem Torpedoboot – probiert, im Ärmelkanal einen alliierten Schiffskonvoi zu stellen. Dieser bestand aus acht Zerstörern: Tatar, Ashanti, Haida, Huron, Piorun, Eskimo, Javelin und Błyskawica. Dabei wurden auf deutscher Seite zwei Zerstörer (ZH 1) versenkt und die beiden anderen Boote schwer beschädigt, während auf alliierter Seite lediglich die Tatar ernsthaft Schaden nahm. Der Flottillenchef von Mauchenheim ließ den stark beschädigten Zerstörer Z 32, welcher das Flaggschiff der Flottille war, auf einen Felsen vor der Île de Batz auffahren, um die Besatzung evakuieren zu können. Später wurde von den deutschen Kräften die überlebende Besatzung geborgen und von Mauchenheim von seinem Posten abkommandiert.
Nachdem bis August 1944 der Großteil der Zerstörer der Flottille versenkt worden waren, wurde die 8. Zerstörerflottille aufgelöst. Aus dem restlichen Personal wurde in der Festung Gironde-Süd das Marine-Bataillon „Narvik“ aufgestellt und unter die Führung des ehemaligen Flottillenchefs, Fregattenkapitän von Berger, gestellt.
Im November 1944 wurde die 8. Zerstörerflottille ein zweites Mal aufgestellt und bestand bis Kriegsende. Die Flottille operierte mit Z 25, Z 28, Z 29 und Z 30 in der Ostsee.

## Zugehörige Einheiten
- Z 26, am 29. März 1942 im Nordmeer versenkt
- Z 27, am 28. Dezember 1943 in der Biskaya versenkt
- ZH 1, am 9. Juni 1944 vor Ouessant versenkt
- Z 23, ab 1. Juni 1944 außer Dienst und am 21. August 1944 in La Pallice versenkt
- Z 24, am 25. August 1944 vor Le Verdon versenkt
- Z 32, kam von der 4. Zerstörerflottille, am 9. Juni 1944 versenkt
- Z 37, kam von der 4. Zerstörerflottille, ab 30. Januar 1944 außer Dienst und am 24. August 1944 versenkt
- Z 25
- Z 29
- Z 30
- Z 28, am 6. März 1945 vor Sassnitz versenkt

## Flottillenchefs
- Fregattenkapitän/Kapitän zur See Gottfried Pönitz: von der Aufstellung bis März 1943
- Fregattenkapitän/Kapitän zur See Hans Erdmenger: von März 1943 bis Dezember 1943 (†), vorher Kommandant von Z 28
- Fregattenkapitän Georg Langheld: von Januar 1944 bis April 1944, vorher Chef der 4. Zerstörerflottille
- Kapitän zur See Theodor von Mauchenheim: von April 1944 bis Juni 1944
- Fregattenkapitän Georg Ritter und Edler von Berger: von Juli 1944 bis August 1944, vormals Kommandant von Z 26 und Z 32
- Fregattenkapitän/Kapitän zur See Heinrich Gerlach: von November 1944 bis April 1945